# Park Overall
Park Overall (* 15. März 1957 in Greeneville, Tennessee) ist eine US-amerikanische Schauspielerin.

## Leben und Leistungen
Overall zog nach New York City, wo sie in einigen Off-Off-Broadway-Theaterstücken auftrat. Ihre erste Filmrolle erhielt sie in dem Actionthriller Angst im Nacken aus dem Jahr 1988. In der Komödie Biloxi Blues (1988) von Mike Nichols verkörperte sie an der Seite von Matthew Broderick und Christopher Walken die Prostituierte Rowena. Die gleiche Rolle hatte sie zuvor schon in dem Theaterstück von Neil Simon gespielt, der auch das Drehbuch zum Film schrieb.
Von 1989 bis 1991 trat Overall in der Fernsehserie Harrys Nest in der Rolle der Sprechstundenhilfe Laverne auf, für die sie 1991, 1992 und 1993 für einen Golden Globe Award nominiert wurde. In den Jahren 1989, 1990 und 1991 erhielt sie für die gleiche Rolle einen Viewers for Quality Television Award. 1998 verkörperte sie in dem Filmdrama Zu jung für ein Baby die Mutter der minderjährigen schwangeren Tina Spangler, dargestellt von Kirsten Dunst.

## Filmografie (Auswahl)
- 1988: Angst im Nacken (Tainted)
- 1988: Biloxi Blues
- 1988: Vibes – Die übersinnliche Jagd nach der glühenden Pyramide (Vibes)
- 1988: Mississippi Burning – Die Wurzel des Hasses (Mississippi Burning)
- 1989–1991: Harrys Nest (Empty Nest, Fernsehserie)
- 1990: Kindergarten Cop
- 1993: Spurlos (The Vanishing)
- 1993: Das Kartenhaus (House of Cards)
- 1993: Kaltblütig geopfert (Precious Victims)
- 1993: Undercover Blues – Ein absolut cooles Trio (Undercover Blues)
- 1995: The Critic (Fernsehserie)
- 1995: Der wunderliche Mr. Cox (The Stars Fell on Henrietta)
- 1998: Zu jung für ein Baby (Fifteen and Pregnant)
- 1999: Abilene
- 1999–2000: Ladies Man (Fernsehserie)
- 2001: Slammed
- 2004: Cut and Run (Kurzfilm)
- 2006: To Kill a Mockumentary